# Macrocarpaea bangiana
Macrocarpaea bangiana är en gentianaväxtart som beskrevs av Ernest Friedrich Gilg. Macrocarpaea bangiana ingår i släktet Macrocarpaea och familjen gentianaväxter. Inga underarter finns listade i Catalogue of Life.